# Н’Зогбия, Шарль
Шарль Н’Зогбия (фр. Charles N'Zogbia; 28 мая 1986, Арфлёр) — французский футболист, полузащитник.

## Клубная карьера

### Ранние годы
Начал карьеру в академии клуба «Гавр». В 17-летнем возрасте был замечен скаутом футбольного клуба «Ньюкасл Юнайтед», Чарли Вудсом, который пригласил его на просмотр в клуб. После месячного просмотра, в котором тренеры «Ньюкасла» остались довольны футболистом, ему был предложен контракт. Однако, подписание молодого футболиста вызвало спор — «Гавру» он принадлежал согласно юношескому контракту, поэтому «Ньюкасл» хотел подписать его бесплатно, согласно правилу свободного трансфера.

### «Ньюкасл Юнайтед»
После долгих переговоров, в которых «Гавр» грозился подать в Спортивный арбитражный суд, «Ньюкасл» всё же согласился заплатить французскому клубу 250 000 £. Официально трансфер был зарегистрирован 2 сентября 2004 года. Н’Зогбия стал последним игроком, которого подписал Бобби Робсон. Позже сон высказался о футболисте:

Н’Зогбия может добиться очень больших высот с правильным обучением и мотивацией и я надеюсь, это случится в Ньюкасле. Я подписал его, когда он был ещё тинэйджером и уже в то время он был одним из самых одарённых футболистов своего возраста которого я когда-либо видел.
Оригинальный текст (англ.)N'Zogbia could go to the very top with the right coaching and motivation, and I hope it is with Newcastle. I signed him as a teenager and he was one of the most naturally gifted players of that age I'd ever seen.
— Сэр Бобби Робсон
В декабре 2008 года Н’Зогбия заявил о своём желании покинуть клуб в зимнее трансферное окно.
29 января 2009 года после поражения со счётом 1:2 от «Манчестер Сити» главный тренер «Ньюкасл Юнайтед» Джо Киннир в послематчевом интервью несколько раз неправильно произнёс фамилию футболиста, назвав его Insomnia (рус. бессонница). После этих слов обозлённый Н’Зогбия потребовал трансфера от клуба. Извинившись перед фанатами, он заявил что больше никогда не сыграет за клуб, пока главным тренером является Киннир.

### «Уиган Атлетик»
Был назван лучшим игроком сезона 2009/10.

## Характеристика
Левша, универсальный игрок, играл вингера или крайнего защитника на любом из флангов. В «Уигане» играл в основном правого вингера.

## Личная жизнь
- Двоюродный брат французского теннисиста Жо-Вильфрида Тсонга.
- В 2010 году был арестован за обман при получении водительских прав[2].